# 루드 라우 에라인트
루드 라우 에라인트(웨일스어: Lludd Llaw Eraint→은의 손의 를루드)는 웨일스 신화에 등장하는 전설적 영웅이다. 벨리 마우르의 아들이며, 그윈 압 니드의 아버지이다. 초기에는 니드 라우 에라인트(웨일스어: Nudd Llaw Eraint [ˈnɨːð])라고 불리었는데, 이 이름은 아일랜드 신화의 누아다 아르케트라브와 동일한 것으로 생각되며, 둘 다 브리튼 켈트의 노덴스에게서 파생된 것으로 보인다.
《마비노기온》 중 루드와 허펠리스에 보면 루드는 브리튼의 지배자이고, 그의 형제인 허펠리스는 갈리아의 지배자이다. 전설에 따르면 런던 루드게이트 근교에 루드의 기념물이 있었다고 하며, 루드게이트라는 성문 이름도 루드의 이름이 붙은 것이다.

## 같이 보기
- 노덴스